# 液体空気
液体空気(えきたいくうき)とは、空気を低温にして得られる液体。法規上では液化空気と呼ぶ。

## 概要
空気を圧縮または冷却して液化したもの。わずかに青みを帯び、沸点は1気圧下でセ氏零下約190度。放置すると沸点の低い窒素が先に蒸発し、あとに酸素が多くなるため、工業的に窒素と酸素を得るのに利用している。
また、沸点の違いを利用して、液体空気から窒素・酸素・希ガスなどが得られる。

## 歴史
1895年、カール・フォン・リンデが加圧した空気を噴出・膨張させることによって、空気自身の温度が降下するジュール＝トムソン効果を用いて空気の液化に成功し、さらにジョルジュ・クロードによって工業的な大量生産が可能になった。

## 用途・性質
- 液体空気はダイナマイトと同じく爆薬として使用されていたことがある（液体空気爆薬）。また、その取扱いは極めて危険で、衝撃や摩擦、熱などにより容易に起爆し、液体、空気自体の移し替えやその際の打撃、摩擦、静電気火花によっても起爆する。[5]